# Physegenua striatopunctata
Physegenua striatopunctata är en tvåvingeart som beskrevs av Friedrich Georg Hendel 1926. Physegenua striatopunctata ingår i släktet Physegenua och familjen lövflugor.
Artens utbredningsområde är Paraguay. Inga underarter finns listade i Catalogue of Life.